# Banshi, Jilin
Banshi är en köping i Kina. Den ligger i provinsen Jilin, i den nordöstra delen av landet, omkring 430 kilometer öster om provinshuvudstaden Changchun. Antalet invånare är 7 548. Befolkningen består av 3 446 kvinnor och 4 102 män. Barn under 15 år utgör 8,0 %, vuxna 15-64 år 84 %, och äldre över 65 år 7,0 %.
Runt Banshi är det ganska glesbefolkat, med 30 invånare per kvadratkilometer. Närmaste större samhälle är Hunchun, 10,0 km norr om Banshi. Trakten runt Banshi består till största delen av jordbruksmark.
Genomsnittlig årsnederbörd är 1 015 millimeter. Den regnigaste månaden är juli, med i genomsnitt 219 mm nederbörd, och den torraste är januari, med 8 mm nederbörd.